# Partia Narodowa (Malta)
Partia Narodowa (malt. Partit Nazzjonalista, PN, ang. Nationalist Party) – maltańska centroprawicowa partia polityczna o profilu chadeckim, jedno z dwóch największych ugrupowań w kraju. Należy do Europejskiej Partii Ludowej.

## Historia
Partię założył w 1880 Fortunato Mizzi, grupa ta była określana jako Anti-Reformists z uwagi na aktywny sprzeciw wobec polityki brytyjskich zarządców Malty. W 1926 doszło do połączenia tej formacji i Unione Politica Maltese w jednolitą Partię Narodową. Narodowcy od początku popierali ideę uzyskania przez Maltę niepodległości, co nastąpiło w 1964 z inicjatywy tworzonego przez tę partię rządu.
Partia Narodowa po II wojnie światowej stała się drugą siłą polityczną w kraju. Od wyborów do Izby Reprezentantów z 1952 uzyskuje poparcie powyżej 40% głosów. Narodowcy wygrywali wybory krajowe w 1962 i 1966, następnie w 1981, 1987 i 1992. Po porażce w 1996 powrócili do władzy już dwa lata później, zwyciężając w kolejnych głosowaniach w 2003 i 2008. Większości parlamentarnej nie utrzymali w 2013, przechodząc do opozycji.
Partia Narodowa opowiadała się za integracją europejską. Negocjacje z Unią Europejską z sukcesem przeprowadził wieloletni lider PN i premier Malty, Eddie Fenech Adami. W wyborach do Parlamentu Europejskiego w 2004, 2009, 2014, 2019 i 2024 narodowcy zajmowali drugie miejsce, przegrywając każdorazowo z laburzystami.

## Liderzy
- 1880–1905: Fortunato Mizzi

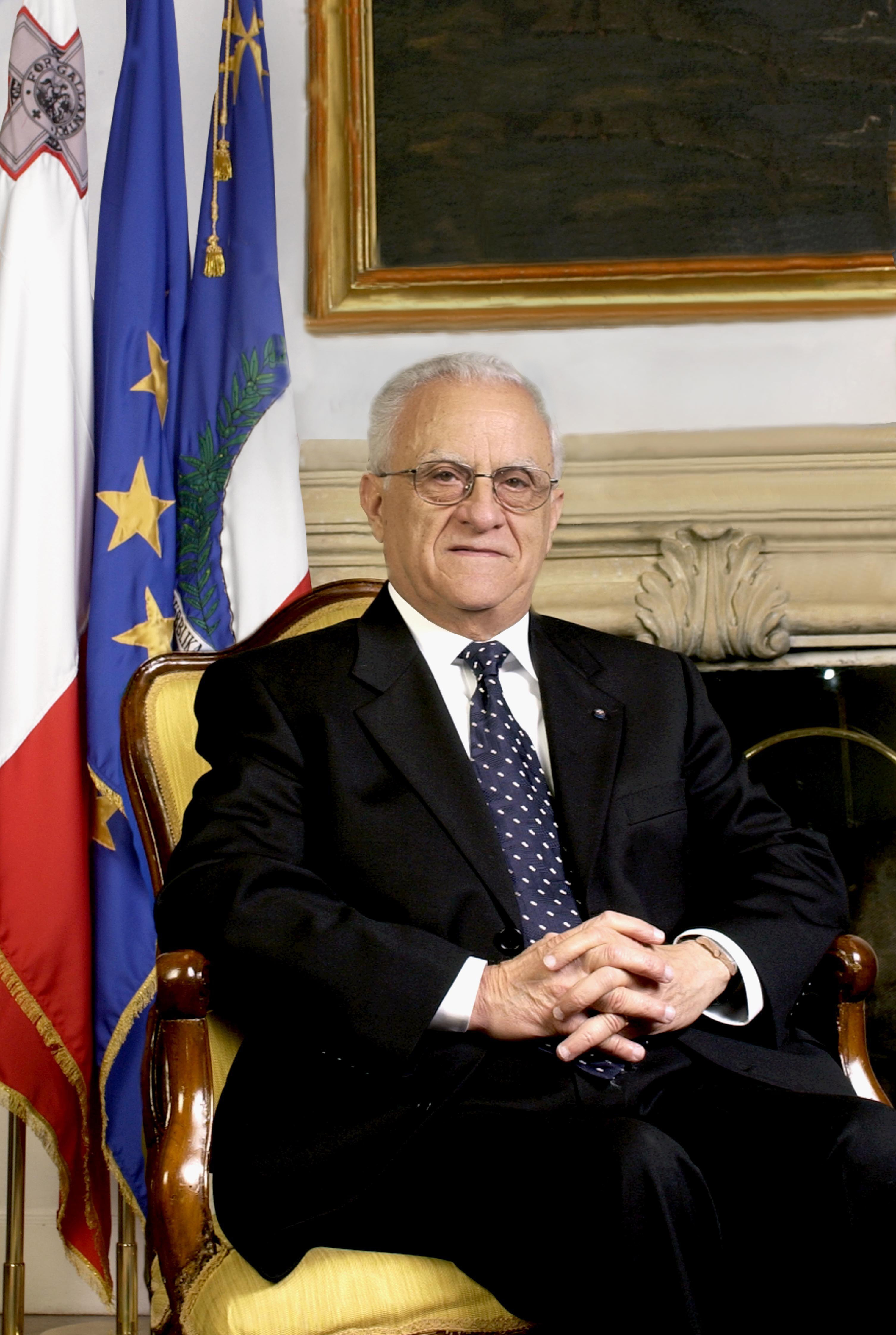
Edward Fenech Adami, były premier i prezydent Malty, wieloletni przywódca Partii Narodowej

- 1926–1942: Ugo Pasquale Mifsud (premier 1924–1927 i 1932–1933) oraz Enrico Mizzi
- 1942–1944: George Borg Olivier (p.o.)
- 1944–1950: Enrico Mizzi (premier 1950)
- 1950–1977: George Borg Olivier (premier 1950–1955 i 1962–1971)
- 1977–2004: Eddie Fenech Adami (premier 1987–1996 i 1998–2004)
- 2004–2013: Lawrence Gonzi (premier 2004–2013)
- 2013–2017: Simon Busuttil
- 2017–2020: Adrian Delia
- od 2020: Bernard Grech

## Poparcie
| Wybory | Poparcie | Mandaty (Izba Reprezentantów) | Zmiana |
| ------ | -------- | ----------------------------- | ------ |
| 1976   | 48,4%    | 31/65                         | –      |
| 1981   | 50,9%    | 31/65                         | –      |
| 1987   | 50,9%    | 35/69                         | +4     |
| 1992   | 51,8%    | 34/65                         | –1     |
| 1996   | 47,8%    | 34/69                         | –      |
| 1998   | 51,8%    | 35/65                         | +1     |
| 2003   | 51,8%    | 35/65                         | –      |
| 2008   | 49,3%    | 35/69                         | –      |
| 2013   | 43,3%    | 30/69                         | –1     |
| 2017   | 43,7%    | 28/67                         | –2     |
| 2022   | 41,7%    | 35/79                         | +7     |